# Severius Hazail Soumi
Mor Severius Hazail Isa Soumi (reichsaramäisch ܡܪܝ ܣܘܪܝܘܣ ܚܙܐܝܠ ܥܝܣܐ ܨܘܡܐ; * 5. November 1965 in Qamischli, Syriens; geboren als Hazail Isa Soumi) ist ein syrischer Geistlicher und ehemaliger Patriarchalvikar der syrisch-orthodoxen Diözese Belgien und Frankreich.

## Leben

### Familie
Hazail Soumi wuchs mit seinen sechs Geschwistern (drei Schwestern und drei Brüder) im Norden Syriens in Qamischli im Gouvernement Hasakah auf. Seine Mutter Na´ima und sein Vater Isa Saume († 2018), welcher Subdiakon war, waren ebenso gläubig und gehörten der Syrisch-Orthodoxen Kirche an.

### Bildung
Nach seiner regulären Schulbildung absolvierte er sein Theologiestudium im Klosterseminar St. Ephrem in Damaskus, Syrien. 1993 wurde er an die Université catholique de Louvain nach Belgien geschickt, in der er seinen Abschluss in Orientalistik und Theologie machte. 1996 erhielt er den Master of Oriental Studies von derselben Institution. 1996–98 studierte er Politik und Internationale Beziehungen.

### Mönch
Nach seinem Studium in Belgien kehrte er nach Damaskus ins Patriarchat zurück und wirkte als Generalbibliothekar der syrisch-orthodoxen Patriarchalbibliothek im Klosterseminar St. Ephrem in Ma'arat Saydnaya bei Damaskus. Er engagierte sich bei der Digitalisierung und den Untersuchungen zahlreicher syrischer Handschriften aus der Türkei, Syrien und dem Libanon in der Kodikologie. Von 1998 bis 2005 war er Mitglied des "Laboratoire des Religions du Livre" in Paris.

### Bischof
Am 12. Februar 2006 weihte der damalige Patriarch Ignatius Zakka I. Iwas den inzwischen zum Priestermönch geweihten Hazail Soumi in der Nationalbasilika des Heiligen Herzens in Brüssel zum Bischof. Der Patriarch weihte Soumi zum Patriarchalvikar für die neu gebildete Erzdiözese Belgien und Frankreich, die aus der Teilung der bisherigen Metropolie Westeuropa nach dem Tod von Julius Yeshu Çiçek hervorging. Der Weihe assistierten sieben weitere syrisch-orthodoxe Bischöfe sowie viele Priester und Messdiener. Bei der Bischofsweihe nahm er zusätzlich den Namen Severius (nach Severus von Antiochia) an. Er wurde der erste Bischof der neu gegründeten syrisch-orthodoxen Diözese Belgien-Frankreich. Sie besitzt drei selbständige Pfarreien in Lüttich, fünf in Brüssel und zwei in Paris. Da die Diözese als Patriarchalvikariat eingerichtet ist, behält das Patriarchat größere Einflussmöglichkeiten als in gewöhnlichen Bistümern. Soumi war an der Einrichtung des CIJS (Centre International Jacques de Saroug), einem Zentrum für syrische Studien und Archivierung in Brüssel, im Jahre 2000 beteiligt.

### Suspension
In einem Beschwerdebrief, verfasst von Soumi sowie fünf anderen Bischöfen der Syrisch-Orthodoxen Kirche, verurteilten sie den Patriarchen Ignatius Ephräm II. Karim als Ketzer, aufgrund bestimmter Aussagen seinerseits. Daraufhin beschloss die Synode im Februar 2017, Soumi sowie einen weiteren der insgesamt sechs Bischöfe vom Ausüben ihres kirchlichen Amts zu suspendieren
everius Hazail Soumis Nachfolger wurde George Kourieh, der zuvor Bischof des St. Ephrem Seminars in Maʿarrat Saydnaya bei Damaskus war und für sein neues Amt am 6. Februar 2017 durch den Patriarchen Ignatius Ephräm II. in der St. Izozoel Kirche in Brüssel inthronisiert wurde.

## Werke
- Homélie de Jacques de Saroug. Sur la construction de la tour de et la confusion des Langues, Louvain-la-Neuve 1994.
- Edition critique du discours 11 de Grégoire de Nazianze en version arabe. Comparaison avec la version syriaque, Louvain-la-Neuve, 1996
- Constitution de l´Eglise Syriaque Orthodoxe d´Antioche, 2008, viersprachige Ausgabe: Französisch, Englisch, Arabisch, Aramäisch
- Saint Sévère le Grand <<La couronne des Syriaques>> Lettre sur son exil, Brüssel 2016, ISBN 978-2-930691-03-9